# Bukit Panjang (metrostation)
Bukit Panjang is een ondergronds metrostation van de metro van Singapore aan de Downtown Line waarvan het een van de terminusstations is.
Bovengronds is op een verhoogd platform boven het straatniveau sinds 1999 een station van de plaatselijke Bukit Panjang Lightrail. Het station is een van twee stations met overstap tussen het metro- en het Bukit Panjang Lightrail-netwerk. Het station bedient de wijk Bukit Panjang en kreeg ook zijn naam van deze buitenwijk in de West Region van Singapore. Het station ligt op de grens van drie wijken: Bukit Panjang, Bukit Batok en Choa Chu Kang. Het station werd verder uitgebouwd als een intermodaal knooppunt en op 4 september 2017 opende ook het busstation Bukit Panjang Bus Interchange.